# Міжнародне єврейство
Міжнародне єврейство (англ. The International Jew) — просвітницька книга, видана американським промисловцем Генрі Фордом в 1920—1922 роках. Книга була опублікована півмільйонним тиражем в США і згодом перекладено 16 мовами.

## Антисемітизм Генрі Форда
В даній книзі Генрі Форд у детальному аналізі розкриває вплив та сутність тогочасного міжнародного єврейства. Показово є те, що його, найбагатшу та неймовірно впливову людину свого часу, після розкриття правди у своїй книзі, було, так би мовити, придушено. Відомий автопромисловець Генрі Форд до просвітницьких ідей на тему міжнародного єврейства прийшов поступово. Спочатку його займала проблема могутності грошового капіталу, який він вважав деструктивним. Фермери-протестанти, із середовища яких вийшов Форд, насторожено, а часто й вороже ставилися до інородців. Пошук простого пояснення Форда привів до теорії змови, а міркування про єврейських банкірів, характерні для того часу, поступово зміцнили в ньому переконання, що вилилися в 1920-ті роки в одну з найбільших в історії США антисемітських кампаній.
Основним джерелом ворожнечі до євреїв в оточенні Форда був його помічник Ернст Ліболд (англ. Ernest G. Liebold). Він же звернув увагу Форда на утримання «Протоколів сіонських мудреців» з метою їх використання в кампанії.
За гроші Форда Ліболд створив спеціальне детективне агентство з метою стеження за відомими і передбачуваними євреями. У деяких американців шукали «єврейських покровителів». Для цієї роботи Ліболд найняв цілий ряд колишніх агентів спецслужб, діючих державних чиновників, колишніх ув'язнених, фанатиків-антисемітів та російських емігрантів. Зокрема, на Форда працював також російський монархіст і антисеміт Борис Бразоль, який перекладав «Протоколи» з російської на англійську мову.

## Історія створення
У 1918 році Форд придбав щотижневу газету «Дірборн індепендент» (англ. The Dearborn Independent), в якій з 22 травня 1920 року протягом 91 номера публікувалися антисемітські статті, а також по частинах повний текст Протоколів сіонських мудреців. У листопаді 1920 року добірка статей з «Дірборн індепендент» була опублікована окремою книгою під назвою «Міжнародне єврейство. Вихідна світова проблема» (англ. The International Jew: The World's Foremost Problem) з 20 розділів. Основну частину першого тому склали компіляції «Протоколів». Матеріали для «Дірборн індепендент» готував Вільям Камерон (англ. William J. Cameron), який очолив газету в 1920 році.
Надалі до кінця 1922 року вийшло ще три томи: «Єврейська діяльність в США» (англ. Jewish Activities in the United States, 1921, розділи 21-42), «Єврейський вплив на американське життя» (англ. Jewish Influence in American Life, 1921, розділи 43-61) і «Аспекти єврейської влади в Сполучених Штатах» (англ. Aspects of Jewish Power in the United States, 1922, голови 62-80).
Книгу пізніше активно використовувала нацистська пропаганда.

## Зміст
У передмові до книги автор декларує дослідження «єврейського питання», яке, на його думку, загрожує існуванню американців та інших народів. Автор вважає, що «єврейство» являє собою єдину систему відносин між людьми єврейської раси, які прагнуть до світового панування. На його думку, історично склалася схильність євреїв до торгівлі і фінансових операцій, уміння домагатися поставлених цілей і взаємна підтримка на всесвітньому рівні призводить до того, що нечисленний прошарок євреїв будь-якої країни тримає в руках важелі управління, в першу чергу в сфері економіки та культури.
Далі в книзі стверджується, що євреї в будь-якій країні домагаються руйнування її державності, щоб отримати владу у свої руки. Євреї, згідно з автором, є носіями комуністичної ідеології. Автор вважає єврейство наднаціональною силою, яка контролює місцеві уряди. На думку автора, «безперечним фактом є безмежна могутність євреїв при їх відносній нечисленості».

## Реакція у США

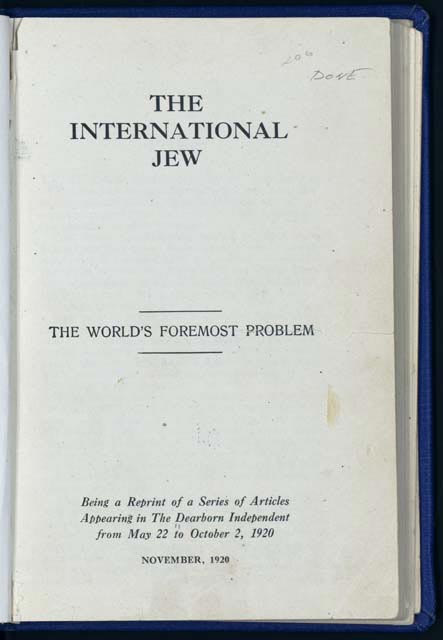
Перше видання книги в США, листопад 1920

Антисемітська кампанія, розпочата в «Дірборн індепендент», викликала безліч протестів. З початком кампанії газету залишив головний редактор Едвін Піпп. Пояснюючи свій відхід, Піпп писав:
| Готувався матеріал, направлений проти євреїв. Його прочитали, роздали співробітникам, перечитали, переписали і прочитали ще раз… євреї звунувачувалися у всьому. Якщо вітер заносить в західне вікно дим — винуваті євреї; а якщо вітер заносить у східне вікно пил — так і тут винуваті євреї… |

У грудні 1920 року засудження публікацій Форда висловила Федеральна рада християнських церков Америки. Розпочалася ініційована американськими євреями кампанія бойкоту автомобілів Ford.
12 листопада і потім 12 грудня 1920 року єврейський журнал American Hebrew кинув Форду виклик, запропонувавши йому вибрати журі з відомих американських лідерів, яким він представить докази існування єврейської змови. Якби Форду не вдалося переконати журі в існуванні змови — він повинен був визнати свою помилку і опублікувати імена тих, хто його переконав в існуванні цієї змови. Форд не відповів на виклик і продовжив антисемітські публікації.
У цій кампанії Форд отримав підтримку американців, у тому числі відомого винахідника Томаса Едісона.
16 січня 1921 року 119 видатних американців, включаючи 3-ох президентів, 9 держсекретарів, 1 кардинала і безліч інших державних і громадських діячів США, опублікували відкритий лист із засудженням антисемітизму Форда. Вони писали, що Форд кинув виклик американським громадянським і демократичним принципам.
У 1924 році об'єктом нападок «Дірборн індепендент» став відомий фермер Аарон Шапіро, який порушив справу про наклеп, причому назвав відповідачем не газету чи редактора — а особисто Форда. У березні 1927 року редактор газети Вільям Камерон засвідчив під присягою, що матеріали газети з Фордом не обговорювалися. Камерон стверджував, що ніколи не посилав господареві газети сигнальні примірники тижневика і ніколи не бачив, щоб Генрі Форд читав хоча б одну зі статей. Твердження Камерона були зустрінуті товариством з великою недовірою. Після цього Шапіро викликав до суду самого Форда, який довго ухилявся від отримання повістки і в підсумку так і не з'явився на судове засідання. Ще один позов проти Форда подав автор книги «Історія одного обману — „Протоколи сіонських мудреців“» Герман Бернштейн.
У підсумку Форд залагодив конфлікт у позасудовому порядку, в тому числі з допомогою виплати великої суми, розмір якої був засекречений за умовами операції і досі невідомий. При цьому Форд відмовився від своїх антиєврейських тверджень і направив 7 липня 1927 року в пресу лист, в якому просив вибачення у євреїв за заподіяне їм зло, обіцяв вилучити з обігу опубліковані матеріали і стежити, щоб в його виданнях не було подібних нападок. Незважаючи на це, в кінці 1930-х на заводах Форда були вивішені антисемітські гасла.

## Вплив на націонал-соціалізм в Німеччині

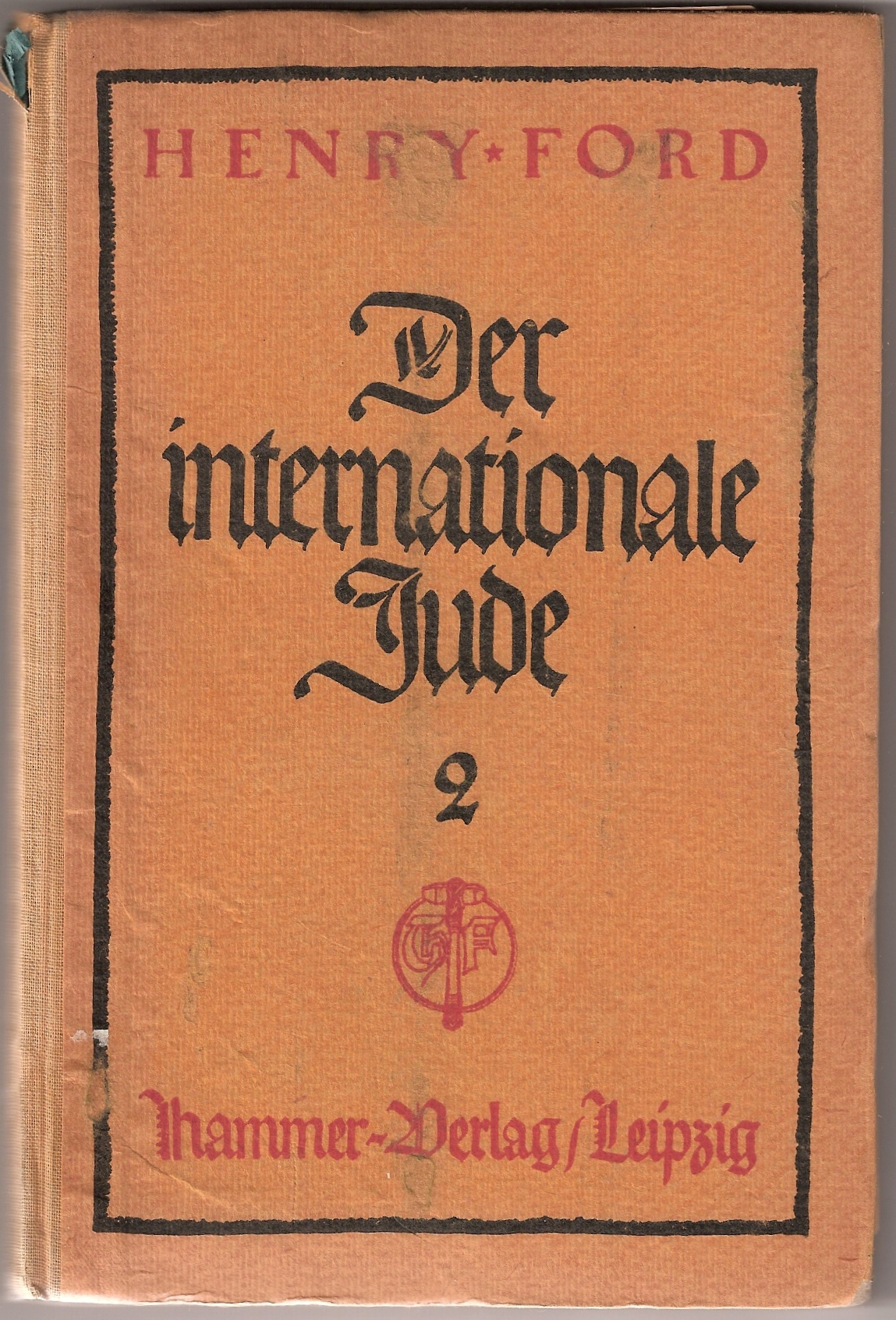
Другий том німецького видання

Німецький переклад книги вийшов у Німеччині протягом двох років (1921—1922) шістьма виданнями.
На Нюрнберзькому процесі керівник гітлерюгенду і гауляйтер Відня Бальдур Бенедикт фон Ширах свідчив, що книга справила на нього і його молодих друзів у 1920-ті роки надзвичайно глибоке враження і сприяла становленню і зміцненню їх антисемітських поглядів. Генрі Форд був кумиром німецької молоді.
Докладно тема впливу Форда і його книги на німецьких націонал-соціалістів досліджена Нейлом Болдуїном у книзі «Генрі Форд та євреї: конвеєр ненависті». Болдуїн вказує, що публікації Форда були найважливішим джерелом впливу на молодих нацистів у Німеччині. Аналогічної думки дотримується автор книги «Генрі Форд і євреї» Алберт Лі. Витяги з книги «Міжнародне єврейство» були використані Гітлером в його книзі «Моя боротьба». Форд був єдиним американцем, якого Гітлер із захопленням згадував у своїй книзі.
Журналіст «New York Times», відвідував Берлін, повідомляв, що стіна особистого кабінету Гітлера була прикрашена великим портретом Генрі Форда, а стіл у кімнаті був завалений примірниками «Міжнародного єврейства». В інтерв'ю газеті «Chicago Tribune» 8 березня 1923 року Гітлер заявляв: «Ми вважаємо Генрі Форда лідером руху фашистів, що набирає силу в Америці… Ми захоплені його антисемітською політикою; вона цілком збігається з платформою баварських фашистів».

## Після війни
Генрі Форд помер у квітні 1947 року. Його нащадки багато зробили для загладжування його провини перед єврейським народом. Зокрема, Генрі Форд II фінансував декілька великих єврейських організацій і заснував складальний автозавод в Ізраїлі. Ford Motor Company спонсорувала зйомки фільму про Голокост «Список Шиндлера». Вільям Клей Форд молодший на урочистому зібранні з нагоди нагородження його за великі пожертви єврейським організаціям сказав: «Не може бути жодних сумнівів в антисемітизмі Генрі Форда, але тепер все це — лише надбання історії».

## Видання в інших країнах
Італійською мовою книга видавалася при режимі Муссоліні в 1938 році. Видання на польській вийшло в 1998 році.
Книга була переведена арабською і видана в Єгипті в 2001 році. У передмові перекладача було написано, що Генрі Форд, переконавшись в існуванні єврейської змови, спробував зупинити її, щоб захистити свою компанію і свою країну.
Російською мовою книга була спочатку опублікована в еміграції в 1920-ті роки, а на початку 1990-х років вийшла в Росії. Восени 2009 року (повторно навесні 2015 року) в Російській Федерації книга «Міжнародне єврейство» була включена у Федеральний список екстремістських матеріалів. Її виготовлення і розповсюдження заборонено і карається штрафом або адміністративним арештом на строк до 15 діб відповідно до статті 20.29 КоАП РФ («Виробництво та розповсюдження екстремістських матеріалів»).
Книга публікується на багатьох антисемітських сайтах в мережі, наприклад, на сайті «Радіо Іслам», Jew Watch та інших.
Загальний тираж зарубіжних видань становив близько мільйона примірників.